# Deadliest warrior
Deadliest Warrior er en amerikansk tv dokumentarserie om historiske og moderne krigere, hvor man forsøger at undersøge hvike af deres våben der mest dødelige, baseret på forskellige test i hver episode.

## Episode oversigt
| Sendt i tv |

| Sæson 1 (2009)                          | Sæson 2 (2010)                                        | Sæson 3 (2011)                                    |
| --------------------------------------- | ----------------------------------------------------- | ------------------------------------------------- |
| Episode 1 Apache vs Gladiator           | Episode 1 GSG-9 vs S.W.A.T.                           | Episode 1 George Washington vs Napoleon Bonaparte |
| Episode 2 Viking vs Samurai             | Episode 2 Attila Hunnerkongen vs Alexander den Store  | Episode 2 Jeanne d'Arc vs Wilhelm Erobreren       |
| Episode 3 Spartaner vs Ninja            | Episode 3 Jesse James banden vs Al Capone banden      |                                                   |
| Episode 4 Pirat vs Ridder               | Episode 4 Aztekisk Jaguar Kriger vs Zande Kriger      |                                                   |
| Episode 5 Yakuza vs Mafia               | Episode 5 Waffen-SS vs Vietnamesiske Frihedsbevægelse |                                                   |
| Episode 6 Grønne Baretter vs Spetsnaz   | Episode 6 Indiens Rajput Kriger vs Romersk Legionær   |                                                   |
| Episode 7 Shaolin munk vs Maori kriger  | Episode 7 Somaliens pirater vs Medellínkartel         |                                                   |
| Episode 8 William Wallace vs Shaka Zulu | Episode 8 Kelter vs Persiske (udødelige)              |                                                   |
| Episode 9 IRA vs Taleban                | Episode 9 CIA vs KGB                                  |                                                   |
|                                         | Episode 10 Vlad Dracula vs Sun Tzu                    |                                                   |
|                                         | Episode 11 Kinesisk Ming Kriger vs Musketer           |                                                   |
|                                         | Episode 12 Commanche Indianer vs Mongol kriger        |                                                   |
|                                         | Episode 13 Amerikas Navy SEALs vs Israelske commando  |                                                   |